# Ťasmyn
Ťasmyn (ukrajinsky Тясмин, rusky Тясмин) je řeka v Kirovohradské a Čerkaské oblasti na střední Ukrajině, pravý přítok Dněpru. Je 164 km dlouhá. Povodí má rozlohu 4540 km².

## Průběh toku
Pramení na Podněperské vysočině a ústí do Kremenčucké přehrady. Zdroj vody je převážně sněhový. Leží na ní města Kamjanka, Smila a Čyhyryn.

## Vodní režim
Průměrný průtok ve vzdálenosti 11 km od ústí je 6,6 m³/s.